# Horta Sud
Horta Sud Spanyolországban, Valencia Valencia tartományában található comarca. Horta Sud Horta Oest, Ribera Alta, La Ribera Baixa és Comarca de València comarcákkal határos. Lakosainak száma 492 143 fő (2024).

## Önkormányzatai
- Albal
- Alcàsser
- Alfafar
- Benetússer
- Beniparrell
- Catarroja
- Lugar Nuevo de la Corona
- Massanassa
- Paiporta
- Picassent
- Sedaví
- Silla
- Mislata
- Quart de Poblet
- Alaquàs
- Aldaia
- Xirivella
- Manises
- Picanya
- Torrent